# Santi Bonifacio e Alessio (titolo cardinalizio)
Santi Bonifacio e Alessio (in latino: Titulus Sanctorum Bonifacii et Alexii), conosciuto anche con il nome di Sant'Alessio, è un titolo cardinalizio istituito da papa Sisto V il 13 aprile 1587 con la costituzione apostolica Religiosa. Il titolo insiste sulla basilica dei Santi Bonifacio e Alessio, costruita nel X secolo e inizialmente dedicata a san Bonifacio, fu dedicata nel 986 anche a sant'Alessio. La chiesa si trova sul colle Aventino ed è retta dai Chierici Regolari Somaschi fondati da san Girolamo Miani.
Dal 27 agosto 2022 il titolare è il cardinale Paulo Cezar Costa, arcivescovo metropolita di Brasilia.

## Titolari
Si omettono i periodi di titolo vacante non superiori ai 2 anni o non storicamente accertati.
- Gian Vincenzo Gonzaga (20 aprile 1587 - 23 dicembre 1591 deceduto)
- Ottavio Paravicini (9 marzo 1592 - 2 febbraio 1611 deceduto)
- Metello Bichi (12 settembre 1611 - 14 giugno 1619 deceduto)
- Roberto Ubaldini (17 maggio 1621 - 20 agosto 1629 nominato cardinale presbitero di Santa Prassede)
- Gianfrancesco Guidi di Bagno (26 maggio 1631 - 24 luglio 1641 deceduto)
  - Titolo vacante (1641 - 1643)
- Mario Theodoli (31 agosto 1643 - 28 gennaio 1649 nominato cardinale presbitero di Santa Maria del Popolo)
  - Titolo vacante (1649 - 1652)
- Luigi Alessandro Omodei (12 marzo 1652 - 19 ottobre 1676 nominato cardinale presbitero di Santa Maria in Trastevere)
  - Titolo vacante (1676 - 1681)
- Federico Visconti (22 settembre 1681 - 7 gennaio 1693 deceduto)
  - Titolo vacante (1693 - 1696)
- Taddeo Luigi del Verme (2 gennaio 1696 - 12 gennaio 1717 deceduto)
- Gilberto Borromeo (10 maggio 1717 - 22 gennaio 1740 deceduto)
- Gaetano Stampa (16 settembre 1740 - 23 dicembre 1742 deceduto)
  - Titolo vacante (1742 - 1753)
- Antonio Andrea Galli, C.R.L. (10 dicembre 1753 - 23 maggio 1757 nominato cardinale presbitero di San Pietro in Vincoli)
  - Titolo vacante  (1757 - 1759)
- Giuseppe Maria Castelli (19 novembre 1759 - 9 aprile 1780 deceduto)
- Paolo Francesco Antamori (2 aprile 1781 - 4 dicembre 1795 deceduto)
  - Titolo vacante (1795 - 1801)
- Giovanni Filippo Gallarati Scotti (20 luglio 1801 - 26 settembre 1814 nominato cardinale presbitero di Santa Prassede)
- Emmanuele De Gregorio (29 aprile 1816 - 18 maggio 1829); in commendam (18 maggio 1829 - 7 novembre 1839 deceduto)
  - Titolo vacante (1839 - 1843)
- Francesco di Paola Villadecani (22 giugno 1843 - 13 giugno 1861 deceduto)
- Alexis Billiet (25 settembre 1862 - 30 aprile 1873 deceduto)
  - Titolo vacante (1873 - 1876)
- Johannes Baptiste Franzelin, S.I. (7 aprile 1876 - 11 dicembre 1886 deceduto)
  - Titolo vacante (1886 - 1889)
- Giuseppe D'Annibale (27 maggio 1889 - 17 luglio 1892 deceduto)
- Angelo Di Pietro (15 giugno 1893 - 22 giugno 1903 nominato cardinale presbitero di San Lorenzo in Lucina)
- Sebastián Herrero Espinosa de los Monteros, C.O. (27 agosto 1903 - 9 dicembre 1903 deceduto)
- Joaquim Arcoverde de Albuquerque Cavalcanti (14 dicembre 1905 - 18 aprile 1930 deceduto)
- Sebastião Leme da Silveira Cintra (3 luglio 1930 - 17 ottobre 1942 deceduto)
  - Titolo vacante (1942 - 1946)
- Jaime de Barros Câmara (22 febbraio 1946 - 18 febbraio 1971 deceduto)
- Avelar Brandão Vilela (5 marzo 1973 - 19 dicembre 1986 deceduto)
- Lucas Moreira Neves, O.P. (28 giugno 1988 - 25 giugno 1998 nominato cardinale vescovo di Sabina-Poggio Mirteto); in commendam (25 giugno 1998 - 8 settembre 2002 deceduto)
- Eusébio Oscar Scheid, S.C.I. (21 ottobre 2003 - 13 gennaio 2021 deceduto)
- Paulo Cezar Costa, dal 27 agosto 2022